# 哈馬德王朝
哈馬德王朝是桑哈贾柏柏尔王朝的一个分支，统治着大致相当于现代阿尔及利亚东北部地区的地区，时间从1008年到1152年。该王朝在纳西尔·伊本·阿尔纳斯的领导下达到了巅峰，期间曾短暂成为西北非最重要的国家。后来该国被穆瓦希德王朝征服。哈玛迪王朝的第一首都建在贝尼哈玛德要塞。该城市于1007年建立，现已被列入联合国教科文组织世界遗产名录。当该地区遭到希拉尔部族的劫掠时，哈馬德王朝将首都迁至贝贾亚。